# Limulus
Limulus, rod prakliještara porodice bodljaša (Limulidae), jedini predstavnik potporodice Limulinae, i s tek jednom vrstom, američki bodljaš, znanstveno nazvan Limulus polyphemus (Linnaeus, 1758).
Rodu Limulus neki su znanstveni pripisivali i neke druge vrste, pa postoje danas brojni sinonimi, poglavito za vrste L. polyphemus,  T. gigas i T. tridentatus a među ostalima i Limulus rotundicauda Latreille, 1817 C. rotundicauda (Latreille, 1802) iz roda Carcinoscorpius.